# Triantha occidentalis
Triantha occidentalis là một loài thực vật có hoa trong họ Tofieldiaceae. Loài này được (S.Watson) R.R.Gates miêu tả khoa học đầu tiên năm 1918.